# 미야지마 마쓰다이 기선
미야지마 마쓰다이 기선(宮島松大汽船)은 일본의 해운회사로, 히로시마 전철 그룹의 자회사이다. 페리와 여객선을 운항하고 있다.
히로시마현 하쓰카이치시의 미야지마구치 부두와 이쓰쿠시마섬의 미야지마 부두 사이를 운항하는 항로를 운영한다.

## 같이 보기
- 이쓰쿠시마섬
- 이쓰쿠시마 신사
- 히로시마 전철
- 미야지마 연락선